# Olpium pusillulum
Espèce
Olpium pusillulum est une espèce de pseudoscorpions de la famille des Olpiidae.

## Distribution
Cette espèce se rencontre en Afghanistan, au Turkménistan et en Ouzbékistan.

## Publication originale
- Beier:, « Zur Kenntnis der Pseudoscorpioniden-Fauna Afghanistans.  », Zoologische Jahrbücher, Abteilung für Systematik, Ökologie und Geographie der Tiere,, vol. 87,‎ 1959, p. 257-282.